# Фишер, Бад
Бад Фи́шер (настоящее имя Гарри Конвей Фишер, англ. Harry Conway "Bud" Fisher; 1885, Чикаго — 1954, Нью-Йорк) — американский художник-карикатурист и автор комиксов, создатель комикса под названием «Матт и Джефф», одного из первых успешных газетных комиксов в истории.

## Биография
После окончания учёбы в Чикагском университете он работал журналистом в газете San Francisco Chronicle, первоначально занимался спортивной тематикой. Для данной газеты автор придумал в конце 1907 года персонажа газетных комиксов по имени Матт, мгновенно ставшего популярным среди читателей, а в марте 1908 года — второго персонажа, Джеффа, невысокого толстяка, бывшего полной противоположностью высокому и тощему Матту и обычно остающегося в дураках в историях про них. Комиксы изначально носили комическо-сатирический характер и сначала в основном касались темы скачек, но затем стали затрагивать разные аспекты жизни. Изначально комикс носил название A. Mutt, а в 1915 году был переименован в Mutt and Jeff.
Популярность историй о Матте и Джеффе стала столь высока, что вскоре Фишер приобрёл авторские права на персонажей, а затем принял предложение магната Уильяма Рэндольфа Хёрста перейти на работу в принадлежащую последнему San Francisco Examiner, что мгновенно сделало персонажей известными во многих городах США.
Фишер уделял большое внимание защите своих авторских прав. После перехода в Examiner он подал свой первый иск в суд на газету Chronicle за то, что она продолжала печатать его работы, хотя по устоявшейся на тот момент практике комикс A. Mutt рассматривался как собственность газеты Chronicle. Однако Фишер в свой последний день работы в Chronicle сделал на последней странице комикса надпись Copyright 1907, H. C. Fisher, после чего зарегистрировал своё авторское право. Когда в июне 1908 года Chronicle прекратила печать работ Фишера, он отозвал свои претензии. В 1909 году Фишер переехал в Нью-Йорк. В 1911 году передал Nestor Studios из Нью-Джерси права на создание первого короткометражного фильма о Матте и Джеффе, а в 1913 году создал собственную студию в сотрудничестве с французской Pathé, которая выпустила 36 небольших комедий о его героях. На два года этот процесс пришлось приостановить из-за спора по вопросу авторских прав, но после победы в суде в 1916—1926 годах компания Фишера выпустила ещё 277 небольших лент. Фишер был автором сценария, режиссёром и иногда аниматором. В 1932 году Фишер позволил рисовать комиксы о Матте и Джеффе художнику Элу Смиту под своим контролем, который стал основным их автором после смерти Фишера в 1954 году.
Во время Первой мировой войны Фишер некоторое время работал военным художником в канадских вооружённых силах в Лондоне. Серьёзно увлекался скачками и какое-то время владел 50 породистыми лошадьми.

## Оценки
Рей Томпсон в статье Bud Fisher — Pioneer Dean of the Comic Artists утверждал, что Бад Фишер заложил основы нового на тот момент развлекательного вида искусства, которое устоялось и продолжает развиваться.

## Комментарии
1. ↑  Имя героя произошло от сокращения слова muttonhead (рус. «дурак», «глупец»)[6].